# Tubulicrinis sceptrifer
Tubulicrinis sceptrifer är en svampart som först beskrevs av H.S. Jacks. & Weresub, och fick sitt nu gällande namn av Donk 1956. Tubulicrinis sceptrifer ingår i släktet stiftskinn och familjen Tubulicrinaceae.   Inga underarter finns listade i Catalogue of Life.